# Universidade de Umeå
A Universidade de Umeå (em sueco: Umeå universitet,  PRONÚNCIA; em inglês:  Umeå University) é uma instituição de ensino superior público situada na cidade de Umeå, no Norte da Suécia.

Fundada em 1963 e inaugurada em 1965, conta com 4 faculdades e 6 escolas superiores, nas quais são oferecidos 150 programas de estudos e 1 600 cursos (2024).

### História
Ainda antes de existir a universidade, foi colocada em 1950 na cidade de Umeå uma grande biblioteca cientifica, e em 1956 um instituto de formação de dentistas, seguido de uma escola superior de medicina em 1958.                             
Em 1963, foi decidido pelo governo criar uma universidade na cidade, para colmatar a falta de profissionais académicos no norte da Suécia.          Essa localização esteve associada ao facto de estar aí situado o maior hospital da região – o Hospital Universitário da Norrland.
                                               
Dois anos mais tarde, em 1965, a Universidade de Umeå foi inaugurada pelo rei Gustavo VI Adolfo.                                             Com a reforma do ensino superior de 1977, cinco escolas superiores anteriormente autónomas foram incorporadas na Universidade de Umeå. Entre 1987 e 1991, foram acrescentadas três escolas superiores.

### Cursos e programas
Oferece cursos em variadas área:

- Finanças, gestão e marketing
- Medicina, cuidados e saúde
- Conservação da natureza e gestão cinegética
- Trabalho policial
- Escolas e pedagogia
- Trabalho social, psicologia e sociologia
- Tecnologia, dados, informática e IA (inteligência artificial)
- Programas de formação à medida das necessidades e interesses

### Faculdades
Tem 4 faculdades e 6 escolas superiores (2024).

- Faculdade de Ciências Humanas
- Faculdade de Medicina
- Faculdade de Ciências Sociais
- Faculdade de Ciências e Tecnologia

### Campus
Dispõe de 4 campus:

- Campus Umeå (o maior campus; alberga também as instalações da Universidade de Ciências Agrárias da Suécia)
- Campus Konstnärligt (reune os programas de arte, arquitetura e design; alberga o Museu da Imagem)
- Campus Skellefteå (oferece cursos da Faculdade de Ciências Humanas)
- Campus Örnsköldsvik (disponibiliza cursos em cooperação com empresas e organizações da região)

### Estudantes, professores e funcionários
Tem 37 942 estudantes, dos quais 999 doutorandos, e conta com 4 559 funcionários, dos quais 349 professores (2023).

### Estudantes e professores notáveis
- Ibrahim Baylan – político, antigo ministro da educação
- Hanna Ljungberg – futebolista
- Stefan Löfven – político, antigo primeiro-ministro
- Malin Moström – antigo futebolista
- Tor Troéng – antigo praticante de artes marciais
- Karolina Westberg – futebolista
- Maria Wetterstrand – política, antiga porta-voz do Partido Verde
- Frida Östberg – antiga futebolista da seleção sueca

### Prêmio Nobel
Em 2020, Emmanuelle Charpentier, investigadora da Universidade de Umeå, recebeu conjuntamente com Jennifer A. Doudna, da Universidade da Califórnia, Berkeley, EUA, o Prémio Nobel da Química pela descoberta da ”tesoura de genes”.

- Emmanuelle Charpentier (1968), Prêmio Nobel de Química (2020)